# Kinokawa
Kinokawa (Japans: 紀の川市, Kinokawa-shi) is een stad in de prefectuur Wakayama. Op 30 april 2006 had de stad 70.170 inwoners. De bevolkingsdichtheid bedroeg 307,04 inw./km². De oppervlakte van de stad is 228,54 km².
De stad ontstond op 11 november 2005 als een gevolg van de fusie tussen de gemeenten Uchita, Kokawa, Naga, Momoyama en Kishigawa, allen van het District Naga.

## Transport
- JR West: Wakayama-lijn
  - Station Nate
  - Station Kokawa
  - Station Kii-Nagata
  - Station Uchita
  - Station Shimoisaka
- Wakayama Electric Railway: Kishigawa-lijn
  - Station Oike Yūen
  - Station Nishiyamaguchi
  - Station Kanrojimae
  - Station Kishi